# Jimmy Conlin
Jimmy Conlin est un acteur américain, né à Camden (New Jersey) le 14 octobre 1884 et mort à Los Angeles — Quartier d'Encino — (Californie) le 7 mai 1962.

## Biographie
D'après l'IMDB, Jimmy Conlin participe à 147 films américains entre 1928 et 1959, souvent dans des petits rôles non crédités — mais remarqués en raison de son visage typé, avec port de lunettes — ; en particulier, il collabore souvent avec le réalisateur Preston Sturges, notamment dans Oh quel mercredi ! en 1947, où il tient le second rôle masculin, aux côtés d'Harold Lloyd. Son avant-dernier film est Autopsie d'un meurtre (1959), avec James Stewart.
Pour la télévision, il collabore à deux séries, Duffy's Tavern en 1954 (36 épisodes, rôle de Charley), puis Philip Marlowe en 1959 (un épisode).

## Filmographie partielle
- 1933 : Prologue (Footling Parade) de Lloyd Bacon et Busby Berkeley
- 1933 : College Humor de Wesley Ruggles
- 1933 : Conseils aux cœurs brisés (Advice to the Lovelorn) d'Alfred L. Werker
- 1933 : Les Faubourgs de New York (The Bowery) de Raoul Walsh
- 1935 : Je veux me marier (The Bride Comes Home) de Wesley Ruggles
- 1937 : Capitaines courageux (Captains Courageous) de Victor Fleming
- 1938 : L'Ensorceleuse (The Shinning Hour) de Frank Borzage
- 1938 : Amants (Sweethearts) de W. S. Van Dyke
- 1939 : Nancy Drew... Reporter de William Clemens
- 1939 : L'Étonnant M. Williams (The Amazing Mr. Williams) d'Alexander Hall
- 1940 : Gouverneur malgré lui (The Great McGinty) de Preston Sturges
- 1940 : La Vie de Thomas Edison (Edison, the Man) de Clarence Brown
- 1940 : Le Gros Lot (Christmas in July) de Preston Sturges

- 1940 : Swing Romance (Second Chorus) d'Henry C. Potter
- 1940 : Three Cheers for the Irish de Lloyd Bacon
- 1941 : Un cœur pris au piège (The Lady Eve) de Preston Sturges
- 1941 : Les Voyages de Sullivan (Sullivan's Travel) de Preston Sturges
- 1941 : Hurry, Charlie, Hurry, de Charles E. Roberts
- 1942 : André et les Fantômes (The Remarkable Andrew) de Stuart Heisler
- 1942 : Broadway, de William A. Seiter
- 1942 : La Fille de la forêt (The Forest Rangers) de George Marshall
- 1942 : Madame veut un bébé (The Lady is willing) de Mitchell Leisen
- 1942 : La Femme de l'année (Woman of the Year) de George Stevens
- 1942 : Madame et ses flirts (The Palm Beach Story) de Preston Sturges
- 1943 : L'Impossible Amour (Old Acquaintance) de Vincent Sherman
- 1943 : Les Rois de la blague (Jitterbugs) de Malcolm St. Clair
- 1943 : Hitler's Madman de Douglas Sirk
- 1943 : L'Amour travesti (Slighty Dangerous) de Wesley Ruggles
- 1943 : Petticoat Larceny de Ben Holmes (en)
- 1944 : Quatre Flirts et un cœur (And the Angels Sing) de George Marshall
- 1944 : Héros d'occasion (Hail the Conquering Hero) de Preston Sturges
- 1944 : Ali Baba et les Quarante Voleurs (Ali Baba and the Forty Thieves) d'Arthur Lubin
- 1944 : Aventures au harem (Lost in a Harem) de Charles Reisner
- 1944 : Miracle au village (The Miracle of Morgan's Creek) de Preston Sturges
- 1944 : L'Aveu (Summer Storm) de Douglas Sirk
- 1944 : C'est arrivé demain (It happened Tomorrow) de René Clair
- 1944 : The Great Moment de Preston Sturges
- 1945 : Crime passionnel (Fallen angel) d'Otto Preminger
- 1945 : La Fée blanche (It's a Pleasure) de William A. Seiter
- 1945 : Le Portrait de Dorian Gray (The Picture of Dorian Gray) d'Albert Lewin
- 1945 : L'Or et les Femmes (Bring on the Girls) de Sidney Lanfield
- 1946 : Du burlesque à l'opéra (Two Sisters from Boston) de Henry Koster
- 1946 : Cœur de gosses (Rolling Home) de William Berke
- 1946 : Tragique rendez-vous (Whistle Stop) de Léonide Moguy
- 1947 : Marchands d'illusions (The Hucksters) de Jack Conway
- 1947 : Dick Tracy contre La Griffe (Dick Tracy's Dilemma) de John Rawlins
- 1947 : Oh quel mercredi ! (The Sin of Harold Diddlebock) de Preston Sturges
- 1947 : Le deuil sied à Électre (Mourning becomes Electra) de Dudley Nichols
- 1948 : Infidèlement vôtre (Unfaithfully yours) de Preston Sturges
- 1949 : Les Ruelles du malheur (Knock on any Door) de Nicholas Ray
- 1949 : Vive monsieur le maire (The Inspector General) d'Henry Koster
- 1949 : Tulsa de Stuart Heisler
- 1952 : La Maison dans l'ombre (On Dangerous Ground) de Nicholas Ray et Ida Lupino
- 1959 : Autopsie d'un meurtre (Anatomy of a Murder) d'Otto Preminger